# Delitschia perpusilla
Delitschia perpusilla är en svampart som beskrevs av Speg. 1898. Delitschia perpusilla ingår i släktet Delitschia och familjen Delitschiaceae.  Arten är reproducerande i Sverige. Inga underarter finns listade i Catalogue of Life.